# Anita Hoffer
Anita Hoffer (* 21. Januar 1977 in Kopenhagen) ist eine dänisch-deutsche Juristin.

## Leben
Anita Hoffer studierte von 1996 bis 1998 drei Semester Sprache und Betriebswirtschaftslehre (SPRØK) an der Flensburger Abteilung der Handelshøjskole Syd. Anschließend studierte sie Jura an der Universität Kopenhagen, die sie 2003 als cand.jur. verließ. Von 2003 bis 2005 war sie in der dänischen Verbraucherbehörde (Forbrugerstyrelsen) angestellt.
2005 zog sie nach Grönland und arbeitete im Wirtschaftsdirektorat der grönländischen Regierung. Von 2007 bis 2009 ließ sie sich zur Anwältin ausbilden. Danach arbeitete sie von 2009 bis 2010 in der Finanz- und Personalbehörde der grönländischen Regierung. Von 2010 bis 2013 war sie Rechtsberaterin von Grønlands Arbejdsgiverforening, von 2013 bis 2015 Juristin bei TELE-POST und von 2015 bis 2022 Stabsdirektorin des staatlichen Immobilienunternehmens INI. Von 2013 bis 2022 unterrichtete sie zudem in Medienrecht am Ilisimatusarfik.
2011 wurde sie Vorstandsmitglied bei der grönländischen Abteilung von Transparency International, wo sie von 2014 bis 2020 Vorsitzende und bis 2023 Vizevorsitzende war. 2012 wurde sie Mitglied im Konkurrenzrat und 2016 im Verbraucherklagerat. Von 2012 bis 2013 war sie Vizevorsitzende des Mikropuljefonden und von 2014 bis 2016 Komiteevorsitzende für Sponsorate für die Arctic Winter Games. Von 2014 bis 2015 war sie Vorstandsmitglied des Wohnungsbauunternehmens Iserit. Von 2013 bis 2020 gehörte sie dem grönländischen Menschenrechtsrat an und war als solche von 2017 bis 2021 auch Vorstandsmitglied des dänischen Instituts für Menschenrechte.
Ende Mai 2019 wurde sie von der Suleqatigiissitsisut in die zweite grönländische Verfassungskommission gewählt, obwohl sie der Partei nicht angehörte. Sie wurde zur Vorsitzenden der Arbeitsgruppe für Recht ernannt. Sie und ihre Partei verließen die Kommission bereits im November desselben Jahres wieder aus Protest darüber, dass die Kommissionsmitglieder ab 2020 aus Steuergeldern finanzierten Lohn erhalten sollten.
2022 verließ sie Grönland und wurde Anwältin des dänischen Energiekonzerns Andel Energi.
Mit ihrem Ehemann John Ove Hoffer hat sie zwei Kinder.